# Факићи
Факићи су насељено мјесто у Босни и Херцеговини у општини Доњи Вакуф које административно припада Федерацији Босне и Херцеговине. Према попису становништва из 1991. у насељу је живјело 186 становника.

## Географија
Налази се јужно од Доњег Вакуфа код Прусца.
По последњем службеном попису становништва из 1991. године, у насељу Факићи живело је 186 становника. Становници су претежно били Хрвати.

## Становништво
| Националност | 1991.        | 1981. | 1971. |
| Хрвати       | 174 (93,55%) |       |       |
| Срби         | 10 (5,38%)   |       |       |
| Муслимани    | 2 (1,07%)    |       |       |
| Укупно       | 186          |       |       |